# 遠州鉄道浜松西営業所
遠州鉄道浜松西営業所（えんしゅうてつどうはままつにしえいぎょうしょ）は、遠州鉄道（遠鉄バス）の営業所の一つであり、浜松市の西側を主に管轄する。

## 沿革
2006年に湖西営業所が廃止となったが、管轄路線や車両、乗務員などは当営業所が引き継いだ。また、同営業所の廃止前には既に管轄路線は共同管轄となっており、管轄路線図も共同のものとなっていた。
2020年9月30日に舘山寺営業所が廃止となったが、管轄路線や車両などを引き継ぎ、名称を10月1日より雄踏営業所から浜松西営業所に変更した。

## 現在の所管路線

### 浜名線
- 12：浜松駅 - 森田 - 高塚 - 馬郡 - 馬郡車庫
- 馬郡車庫→馬郡→高塚→西高入口→浜松駅（平日朝1便のみ）
  - 浜松駅から高塚や馬郡へ行く路線である。
  - かつては鷲津駅より更に北へ進む正太寺（旧：入出）発着（- 鷲津駅 - 浜名湖電装 -日ノ岡 - 入出 - 正太寺）が存在し、1日1便だけ浜松駅発があったが、2014年3月15日のダイヤ改正で浜松駅発着便は消滅し、全便鷲津駅または新居町駅発着の区間便となった。なお、同ダイヤ改正後は日曜日と祝日（ただし、土曜日以外の場合）は運行されなかった。その後2014年10月1日のダイヤ改正で入出系統は湖西市自主運行バス[注釈 1]となり運行が遠鉄タクシーに移管され、同社の湖西入出線となった。
  - 11新弁天発舞阪小学校経由浜松駅行は2015年9月30日をもって廃止された。
    - 2009年には舞阪小学校バス停の下りの標柱が道路植え込みにより取り壊されていた。なお、旧暦の9月14日・15日の舞阪本町の祭典による迂回運転時に舞阪小学校バス停の場所に臨時バス停が設置される。

  - 当路線は1923年開設の浜松市市街自動車商会の定期バスがルーツで、戦争統合により同社が遠州鉄道に合併した。
  - 派生路線として、1959年開設の浜松 - 豊橋の快速バスや、1964年開設の弁天島水族館への路線が存在した。また、1974年に舞阪町内4系統が出来た。
  - かつては現在廃止されている湖西営業所の管轄路線で、12馬郡車庫発着は無く、10が舞阪町内経由新弁天止まり、11が舞阪小学校経由湖西市役所行きでそれぞれが20分間隔(10と11とで10分間隔)で運行されていた。一部11の新弁天止まりや10の千鳥園経由乙女園行きもあった。(方向幕は 10 舞阪町内 弁天島温泉、11 弁天島温泉 湖西 または 11 弁天島温泉 等であった。)この頃は雄踏営業所のバスは浜名線には乗り入れていなかった。
  - 1980年代後半に12が誕生し、10,11と12で浜松駅発着が7 - 8分間隔となった。この時、湖西営業所より浜名線が「浜松駅 - 馬郡間が7 - 8分間隔運行」「バスは全て中型にする」「バス車体を浜名線専用色にする」という内容のチラシが配られたが、結局中型車は増えたものの全ては置き換えられず、バス車体も専用色に塗り替えられる事も無く終わっている。なお、この時湖西営業所のバスのみ前バンパーの右側に、「カモメ」と文字とカモメの絵の書かれた表示板が付けられていたが、数年後には撤去された。
  - その後は浜松駅発着が7 - 8分間隔であったものが15分間隔と大幅に減便され、また、ほとんどが馬郡車庫止まりとなり、11が上り1便のみとなった。そして雄踏営業所との共同運行路線となったが、湖西営業所が廃止され、雄踏営業所の管轄路線となった。現在は、更に減便されて浜松駅発着が平日10時 - 14時台と土日祝日は20分間隔である。
  - 馬郡車庫は12のみの発着であり、かつての10や11など馬郡車庫を始終点としない系統は経由しない。
  - 2008年（平成20年）12月12日：長崎屋ショッピングセンターの店名変更に伴い、「長崎屋ショッピングセンター」バス停を、「よろい橋」に名称変更。
  - 2021年9月30日をもって、10湖西市役所発着便が廃止となった。
  - 2022年9月30日をもって湖南荘発着便が廃止となった。
  - 湖南荘行で、湖南高校入口は降車専用となっていた。
  - 時刻検索では湖南荘発浜松駅行は系統番号が12となっている。

### 鶴見富塚じゅんかん
- ８・８：浜松駅 - 市役所前 - 学芸高校前 - せいれい病院 - 長坂橋 - 富塚 - 富塚車庫 - 医療センター - 広沢小学校 - 市役所南 - 尾張町 - 浜松駅（ - 91鶴見方面[一部]）
- 91：浜松駅 - アクトシティ - 相生南 - 飯田 (- いきいきプラザ天竜川) - 鶴見 - 新貝住宅

### 志都呂宇布見線
- 20：浜松駅 - 西高入口 - JR浜松工場 - 西伊場 - 入野 - つるが丘入口 - 宇布見西ヶ崎 - 山崎
- 20：山崎→宇布見西ヶ崎→つるが丘入口→イオンモール浜松志都呂→入野→西伊場→JR浜松工場→西高入口→浜松駅
- 20：浜松駅 - 西高入口 - JR浜松工場 - 西伊場 - 入野 - イオンモール浜松志都呂 - 堀出橋  - 舞阪駅
- 20：JR浜松工場→西高入口→浜松駅（平日開校日のみ）
- 浜松駅→西高入口→JR浜松工場（平日開校日のみ、直通便）
- 浜松駅 - 西高入口 - JR浜松工場 - 西伊場 - 大平台高校（平日1往復のみ）
- 浜松駅西→西高入口→西伊場（平日朝1便のみ）
  - 雄踏町内の旧雄踏街道の一部区間が東行き一方通行の為、小山東 - 宇布見西ヶ崎の間は浜松駅行きと山崎、舞阪駅行きでは全く違う道を通る為、乗車の際は注意が必要である。なお、雄踏街道は全線片側2車線の道路になったが、西郵便局バス停以西では旧道が現存し、旧道がバス路線となっている。（イオンモール浜松志都呂経由のみ、雄踏街道の一部区間を経由する。）
  - 2014年3月15日のダイヤ改正で堀出橋経由が新設された。堀出橋経由はイオンモール浜松志都呂 - 雄踏中学北間は雄踏街道を経由する。バス停名で「宇布見」が付くのは「宇布見マリーナ入口」のみである。浜松駅発の朝の一部の便と舞阪駅発の午後の一部の便は湖南荘を経由する。また、堀出橋経由は舞阪駅発着のみで、山崎発着便は存在しない。
  - 元々は宇布見線という路線名であり(但し、この当時から志都呂バス停は存在していた。)、イオン浜松志都呂ショッピングセンター(現：イオンモール浜松志都呂。以下、イオン志都呂)が出来てしばらくした後、現在の志都呂宇布見線に路線名が変わった。また、この頃にイオン志都呂経由や舞阪駅発着が誕生した。
  - 宇布見線当時から利用者の多い路線であり、1980年代までは日中は10分間隔、朝夕は5～8分間隔で運行されていた。現在は、日中は約15分間隔で運行している。
  - 宇布見線当時はイオン経由や舞阪駅系統が存在せず、20(浜松駅 - 西伊場 - 入野 - 宇布見 - 山崎)のみであった。かつては21つるが丘団地経由(浜松駅 - 入野 - つるが丘団地 - 山崎)や20南平止まりが存在した。後につるが丘団地経由は遠州浜蜆塚線の一部となったが、現在は廃止されている。(大久保線とは別のルートを通っていた。)また、時刻表や広告等で、「字布見線」と間違えられる事があった。また、「宇布見山崎線」と表現しているものもあるが、これも間違いである。
  - イオン志都呂経由のバスは基本的に舞阪駅発着であるが、一部夕方から夜間の時間帯は山崎発イオン志都呂経由浜松駅の便も運行される。なお、イオン志都呂経由が誕生した頃は舞阪駅系統が存在しなかった為、山崎行きのみであったが現在は浜松駅発イオン志都呂経由山崎行きは存在しない。
  - 2000年代後半まで西伊場から分岐して浜松ナイガイ行きの通勤輸送便があったが、浜松ナイガイが閉鎖された為廃止になった。かつては旧国鉄の浜松機関区経由ナイガイ行きであった。通称ナイガイ線と呼ばれていた。方向幕は「20 機関区 ナイガイ」で、浜松南営業所が担当していた。
  - 2011年4月1日：「志都呂」（イオン経由）を「JA志都呂支店」に名称変更。（その後、「志都呂南」に名称変更）
  - 2023年12月27日：行政区再編に伴い、「西区役所入口」を「西行政センター入口」に名称変更。
  - 年月日不明：「JR浜松工場」を「伊場遺跡入口」に、「浜松西高」を「JR浜松工場」に、「イオン志都呂ショッピングセンター」を「イオンモール浜松志都呂」に、「志都呂西」を「イオンモール志都呂入口」（「イオン志都呂入口」の後）にそれぞれ名称変更。

### 掛塚さなる台線
- ９：浜松駅 - 鴨江観音 - 根上り松 - 佐鳴台団地 - 医療センター
- ９：浜松駅 - 鴨江観音 - 根上り松 - 佐鳴台団地
- ９：浜松駅 - 鴨江観音 - 根上り松 - 佐鳴台団地 - 富塚車庫

### 大平台線
- ８-22：浜松駅→尾張町→市役所南→広沢小学校→医療センター→入野→大平台1丁目
- ８：大平台1丁目→入野→医療センター→広沢小学校→市役所南→尾張町→浜松駅
- ９-22：浜松駅→鴨江観音→根上り松→佐鳴台小学校→入野→大平台1丁目
- ９：大平台1丁目→入野→佐鳴台小学校→根上り松→鴨江観音→浜松駅
- ９-22：浜松駅→鴨江観音→根上り松→佐鳴台小学校→佐鳴台団地→入野→大平台1丁目（平日19時以降、土日祝日の始発と18時以降のみ）
  - 2000年4月1日： 8として運行されていたものを8-22へ変更,中田島佐鳴湖線・9-22掛塚さなる台線（佐鳴湖西岸行き）誕生
  - 2002年10月1日： 中田島佐鳴湖線を佐鳴湖西岸線に路線名称変更（9-22も統合）・4中田島方面との直通を終了（朝の1本を除く）。
  - 2006年4月1日： 佐鳴湖西岸線を大平台線に路線名称変更。また、8-22に限り8鶴見富塚じゅんかん・8-33伊佐見線と共にかじ町・伝馬町経由から田町中央通り・尾張町経由に変更。
  - 2017年4月1日：佐鳴湖西岸北発が大平台3丁目東発に変更。
  - 浜松駅から医療センターまたは鴨江などを経由して佐鳴湖西岸へ行く路線で、旧路線名は佐鳴湖西岸線である。
  - かつては系統番号が富塚じゅんかんと同じ8で運行しており、路線名も佐鳴湖線だった。
  - 8-22・9-22は8や9から22へ行く、という意味であるため、8や9の経路から22の行き先となる下り（浜松駅→大平台方面）では8-22・9-22と案内されるが22から8や9に入る上り（大平台地区→浜松駅）では単に8や9と案内される。同様の現象は8-33・8-35（現在は8-35は廃止）・46-テでも起こっている。
  - 2003年?頃までは、全便佐鳴湖西岸北発着だったが、その後徐々に大平台1丁目発着が増えてゆき、2017年3月31日まで佐鳴湖西岸北発着は8-22上り（佐鳴湖西岸北発市役所経由）1便のみとなっていた。現在は大平台3丁目東発に変更されている。
  - 終点の大平台一丁目には反転地が無いため、旧佐鳴湖西岸北バス停の反転地または富塚車庫（一部は篠原車庫）へ回送する。
  - 西伊場経由大平台高校行は平日始発便のみ運行。大平台高校発西伊場経由浜松駅行は平日夜1便のみ運行。（何れも、志都呂宇布見線として運行）
  - 入野西より先の区間は浜松駅を20時以降に出発する便に限り、フリー降車が可能である。
  - 大平台1丁目行きにおいて、大平台3丁目東→大平台1丁目は降車専用となっている。
  - 2011年4月1日：「ジャスコ入口」を「イオン浜松西店入口」に名称変更。
  - 2013年3月16日：「佐鳴台公民館」を「佐鳴台協働センター」に名称変更。
  - 年月日不明：「西遠荘」を「佐鳴台六丁目南」に、「西岸中央公園」を「大平台高校」に、「佐鳴湖西岸」を「遠鉄ストア大平台店」に名称変更。
  - 2025年3月21日:「教育文化会館」を「五社神社入口」に名称変更。

### 伊佐見線
- ８-33：浜松駅→尾張町→市役所南→広沢小学校→医療センター→富塚車庫→神田原→伊佐見橋→伊佐見小学校→佐浜→山崎
- ８：山崎→佐浜→伊佐見小学校→伊佐見橋→神田原→富塚車庫→医療センター→広沢小学校→市役所南→尾張町→浜松駅
  - かつては33として浜松駅 - 尾張町 - 市役所前（現:市役所南） - 富塚 - 神田原 - 伊佐見小学校 - 山崎を結んでいたが、1999年に浜松駅 - パークタウン入口[交差点西側]（現:富塚西）の区間に於いて8との直通を開始し、経路が浜松駅 - 伝馬町（2006年に尾張町経由に変更） - 市役所前（現:市役所南） - 広沢小学校 - 医療センター - パークタウン - 神田原 - 伊佐見小学校 - 山崎となり現在に至る。
  - 33の頃に6・36大塚ひとみヶ丘線の日本中央自動車学校(現在の静岡県セイブ自動車学校)行きが、伊佐見線に引き継がれていた時期があった。
  - 8-33は8から33へ行く、という意味であるため、8の経路から33の行き先となる下り（浜松駅→山崎）では8-33と案内されるが33から8に入る上りでは単に8と案内される。同様の現象は8-22・9-22・8-35（現在は8-35は廃止）・46-テでも起こっている。
  - 2022年10月1日のダイヤ改正で、全便平日のみの運行となった。一部便は31舘山寺線伊佐見橋発着便に振り替えられている。
  - 伊佐見線他2路線は人口減少・少子化によりコロナ禍前から利用者減少が続いていた。その上、コロナ禍により大幅な赤字となった。遠鉄・浜松市・地元の3者で協定を締結して維持に向けた取り組みを2023年度から実施されている。2年ごとに維持または廃止するかどうか検討する。また、浜松市の補助（伊佐見線他3路線バス運行継続支援事業費負担金）を受けて運行している[注釈 2] 。

### 大塚ひとみヶ丘線
- ６：浜松駅 - 北寺島 - 西伝寺 - 安松南 - 大塚南 - 新貝住宅
- 36：浜松駅 - 尾張町 - 市役所南 - 富塚 - 神田原 - 湖東高校 - 湖東高校南 - ひとみヶ丘中 - 湖人見団地 - 山崎
- 36：浜松駅 - 尾張町 - 市役所南 - 富塚 - 神田原 - ゆう・おおひとみ中 - ひとみヶ丘中 - 湖人見団地 - 山崎
- 36：山崎→湖人見団地→ひとみヶ丘中→ゆう・おおひとみ中→湖東高校→神田原→富塚→市役所南→尾張町→浜松駅
  - 一部便は湖人見団地発着。
  - 浜松駅 - 山崎系統は事業者単独では路線維持が困難なことから、国（地域間幹線系統確保維持費国庫補助金）・県（バス運行対策費補助金）の補助を受けて運行している。
  - 毎朝1便のみ新貝住宅発浜松駅・市役所・神田原経由湖人見団地行がある。なお運用は磐田営業所が行っており、車両は基本新車の1241のHINO車が使われている
  - 新貝住宅行において、緑化推進センター→新貝住宅間は降車専用となる。
  - 石原西より先の区間は浜松駅を19:30以降に出発する便に限り、フリー降車が可能である。なお、緑化推進センター→新貝住宅間は鶴見富塚じゅんかんとの重複区間ではあるが鶴見富塚じゅんかんでは設定されていない。
  - 古人見より先の区間は浜松駅を20時以降に出発する便に限り、フリー降車が可能である。なお、この区間は伊佐見線と重複しているが伊佐見線では設定されていない。
  - 2019年4月1日：「赤松」を「浜松西警察署前」に名称変更。

### 大久保線
- 37：浜松駅 - 尾張町 - 市役所南 - 狸坂 - 神ヶ谷東 - 大久保 - 田端住宅（←堀出橋←宇布見西ヶ崎←山崎）
  - 大久保線他2路線は人口減少・少子化によりコロナ禍前から利用者減少が続いていた。その上、コロナ禍により大幅な赤字となった。遠鉄・浜松市・地元の3者で協定を締結して維持に向けた取り組みを2023年度から実施されている。2年ごとに維持または廃止するかどうか検討する。また、浜松市の補助（伊佐見線他3路線バス運行継続支援事業費負担金）を受けて運行している[注釈 3] 。
  - かつては朝1本のみ浜松駅発田端住宅止まりだった。また、浜松駅行きは山崎発は1日1本だけであり、他は田端住宅発である。
  - 20 志都呂宇布見線と同じく、小山東 - 宇布見西ヶ崎の間は浜松駅行きと山崎行きでは全く違う道を経由していた。
  - つるが丘入口 - 山崎間は、志都呂宇布見線の山崎発着と同じ経路であったが、志都呂宇布見線は「宇布見」を強調しているのに対し、大久保線の方向幕には「宇布見」は一切出てこなかった。
  - かつては馬郡車庫発着が存在した。現在でも「37神ヶ谷 馬郡」の方向幕が残っている。
  - この他、以前は38神田原経由も存在した。
  - 山崎ゆき（下り）は田端住宅 - 山崎はデマンド運行の扱いとなっており、田端住宅にて乗客がいない場合は営業所への短絡ルートで回送していた。
  - 2014年3月15日のダイヤ改正で、平日の開校日の朝1本のみ、山崎発堀出橋経由が新設された。大久保線の浜松駅発堀出橋経由は存在しない。
  - 2015年4月1日：「JA神久呂支店」を「神ヶ谷中」に名称変更。
  - 2020年10月1日のダイヤ改正で、平日朝の堀出橋経由、神久呂幼稚園経由を除き、山崎発着全便を田端住宅止まりに変更。
  - 2021年10月1日のダイヤ改正で、平日朝の神久呂幼稚園経由浜松駅行きを廃止[1]。
  - 2022年10月1日のダイヤ改正で、全便が平日のみの運行となっている。一部便は31舘山寺線に振り替えられている。

### 遠州浜蜆塚線
- ０：浜松駅 - ゆりの木通り - 高町 - 眼鏡市場浜松蜆塚店前 - 蜆塚遺跡前 - 佐鳴台団地
  - 1984年3月31日までは1 佐鳴台線の山崎発着便を担当していた。
  - 1984年4月1日から1 遠州浜佐鳴台線として運行開始時から山崎発着便を担当していたが、山崎発着便が1時間に1本から2時間に1本に減便されてからは、雄踏営業所も浜松南営業所と共に、南営業所(現：遠州浜四丁目) - 中島 - 浜松駅 - 高町 - 蜆塚遺跡前 - 佐鳴台団地の便も担当していた。しかし、現在は朝夕を除き浜松駅で分断されたことにより、現在の雄踏営業所の担当は舘山寺営業所と同じく0の区間のみである。
  - 山崎発着便が完全に廃止されてから暫くの間、山崎 - 雄踏パーク(雄踏パーク内乗り入れ) - つるが丘団地の区間便が運行されていた。
  - 2024年6月17日：「坂下西」を「眼鏡市場浜松蜆塚店前」に名称変更。

### 小沢渡線
- 16-4：浜松駅 - 浅田 - 春日町 (-すずかけセントラル病院 )- 法枝町 - 小沢渡 - 柏原西
- 16-4：浜松駅 - 浅田 - 春日町 (-すずかけセントラル病院 )- 法枝町 - 小沢渡 - 浜松市総合水泳場
- 16-4：浜松駅 - 浅田 - 春日町 - 天方産業 - 法枝町 - 小沢渡 - 柏原西（平日の一部便のみ）

### 蒲線
- 78：浜松駅 - 労災病院 - 丸塚町 - 原島 - 下石田南 - 産業展示館（ - 三立製菓）
  - 三立製菓発着便は平日1往復のみ運行。

### 舘山寺線
- 30：浜松駅 - 尾張町 - 市役所南 - 富塚 - 神田原 -（団地中央通り - ）和地 - 浜名湖パルパル - 舘山寺温泉 - 舘山寺町 - 村櫛（ - 浜名湖ガーデンパーク）
- 31：浜松駅 - 尾張町 - 市役所南 - 富塚 - 神田原 - 伊佐見橋
- 30：富塚→市役所南→尾張町→浜松駅（平日夕方のみ）
- （浜松駅→）常盤町→尾張町→市役所南→浜商前（平日開校日のみ運行）
- 30サニーサイドガーデン東→神田原→富塚→市役所南→尾張町→浜松駅（平日朝1便のみ）
- 舘山寺町→浜名湖パルパル→和地→神田原→富塚→浜松聖星高校→浜松西高→浜松南高（平日開校日のみ運行、パークタウン入口→浜松南高間直通）
  - 2007年よりLED車に限り雄踏営業所の車両が舘山寺線を走るシーンが見られる。2015年から管轄路線図に掲載されている。また、2015年10月1日のダイヤ改正で村櫛・ガーデンパーク発着便も担当するようになった。
  - 浜名湖ガーデンパーク行で、村櫛南より先の区間は降車専用となっている。
  - 舘山寺南 - 村櫛間は浜松駅を19:30以降に出発する便に限り、フリー降車が可能となっている。

### 和合西山線
- 48：浜松駅 - 常盤町 - 市役所前 - 下池川町 - 和合町 - 西山
- 48：浜松駅 - 常盤町 - 市役所南 - 浜松北高 - 和合町 - 西山
  - 2006(?)年までは北高経由と下池川町経由が交互でそれぞれ毎時1本ずつ有ったが、同年4月1日のダイヤ改正で北高経由はラッシュ時の数便のみになった。またその際には北高経由に関して、伝馬町経由から遠州病院（現:常盤町）経由になった。基本的に全車輛遠州病院→常盤町へ幕の表示を変えているが[注釈 4]、LEDを除く多くの車輛は下りの北高経由が伝馬町→遠州病院へと変えてからそのままになっており、現在でも間違って遠州病院と表示されていることが多い。
  - かつては笠井高台線（西山系統）として笠井方面と直通していたが、笠井高台線が分割される以前の1996年秋に和合西山線に戻っている。
  - 2008年よりLED車に限り雄踏営業所の車両が和合西山線を走るシーンが見られる。
  - 2009年（平成21年）4月1日：浜松市消防本部の名称変更に伴い、「消防本部」バス停を、「消防局」に名称変更。

- 58：浜松駅 - かじ町 - 市役所前  - 常楽寺 − せいれい病院 − 和合町 - 西山( - 広報館)
  - 2021年のダイヤ改正により新系統58せいれい病院経由の西山行きができた。尚、58系統せいれい病院経由和合西山線は14番乗り場から発着
  - 広報館発着便において、下りに限り西山→広報館間は降車専用となる。

## 廃止路線・系統
浜名線
- 10： 馬郡東- 舞阪協働センター - 新弁天 - 新居町駅 - 鷲津駅 - 湖西市役所
  - 2021年10月1日 - 廃止[1]。
- 10： 馬郡中 - 舞阪駅 - 湖南高校入口 - 湖南荘
  - 2022年10月1日 - 廃止

大久保線
- 37：山崎→宇布見西ヶ崎→小山東→田端住宅→大久保→神久呂幼稚園→神ヶ谷東→狸坂→市役所南→尾張町→浜松駅(神久呂幼稚園経由便)
  - 2021年10月1日 - 廃止[1]。

和合西山線
- 西山スクール：神久呂小学校 - 神田原 - 狸坂 - 西山 - 西山西
  - 2021年10月1日 - 廃止[1]。

## 車両
- 雄踏営業所は元来舘山寺営業所と共に路線車は三菱ふそう車のみであり、車両の転属も舘山寺営業所からのみであったが、1980年代後半よりいすゞ車が納入、または他の営業所(特に細江営業所)からの転属により増えていった。現在は三菱ふそう、いすゞ、日野[注釈 5]の全てのメーカーのバスを保有している。
- 当時雄踏営業所に所属していた乗貸兼用車であった965号車は、現在の浜松特別支援学校のスクールバスとして改造され、浜松南営業所に転属した。現在は廃車されている。